# Landry Jones
Landry Jones (* 4. April 1989 in Artesia, New Mexico) ist ein US-amerikanischer American-Football-Spieler auf der Position des Quarterbacks. Zuletzt spielte er für die Dallas Renegades in der XFL.

## College
Jones spielte von 2009 bis 2012  College Football für die University of Oklahoma. Seinen ersten Einsatz für die Oklahoma Sooners hatte er im ersten Spiel 2009, als der damalige Quarterback Sam Bradford gegen die Brigham Young University mit einer Schulterverletzung ausfiel. Die nächsten beiden Spiele begann Jones als Starting Quarterback. Das erste gewannen die Sooners gegen die Idaho State University mit 64:0, und im zweiten Spiel warf er beim 45:0-Sieg gegen die University of Tulsa sechs Touchdowns – ein neuer Teamrekord für die Sooners.
Im Jahr 2010 führte er die Sooners in die Bowl Championship Series. Im Fiesta Bowl gegen die University of Connecticut führte er die Sooners mit dem 48:20-Sieg zum ersten BCS-Sieg seit 2002 an.

## NFL
Jones wurde in der 4. Runde der NFL Draft 2013 von den Pittsburgh Steelers ausgewählt. Im Rahmen der finalen Kaderverkleinerung auf 53 Spieler vor Beginn der Regular Season 2018 wurde er entlassen.
Nach einem kurzen Zwischenspiel bei den Jacksonville Jaguars, für die er kein Spiel bestritt, wurde er nach seiner Entlassung (November 2018) am 26. März 2019 von den Oakland Raiders verpflichtet.

## Sonstiges
Landry Jones ist nach Tom Landry, dem ehemaligen Head Coach der Dallas Cowboys, benannt. Vor seinem letzten Jahr am College heiratete er am 6. Juli 2012 Whitney Hand, eine Spielerin des Basketballteams der University of Oklahoma, die im April 2013 von den San Antonio Silver Stars der Women’s National Basketball Association (WNBA) gedraftet wurde.